# Plouhinec, Finistère
Plouhinec (bretonska: Ploeneg) är en kommun i departementet Finistère i regionen Bretagne i västra Frankrike. Kommunen ligger i kantonen Pont-Croix som tillhör arrondissementet Quimper. År 2022 hade Plouhinec 3 923 invånare.

## Befolkningsutveckling
Antalet invånare i kommunen Plouhinec
Referens:INSEE